# Miki Sugawara
Pour les articles homonymes, voir Sugawara.
Miki Sugawara (菅原 美希, Sugawara Miki), est une joueuse internationale de football japonaise.

## Biographie
Le 17 mai 1998, elle fait ses débuts dans l'équipe nationale japonaise contre les États-Unis. Elle compte 7 sélections et 2 buts en équipe nationale du Japon.

## Statistiques
Le tableau ci-dessous présente les statistiques de Miki Sugawara en équipe nationale
| Équipe du Japon | Équipe du Japon | Équipe du Japon |
| Année           | Matchs          | Buts            |
| --------------- | --------------- | --------------- |
| 1998            | 7               | 2               |
| Total           | 7               | 2               |